# Gaston Miron
Gaston Miron (ur. 8 stycznia 1928 w Sainte-Agathe-des-Monts w Quebecu, zm. 14 grudnia 1996 w Montrealu) – kanadyjski poeta francuskojęzyczny.

## Życiorys
W wieku 19 lat przeniósł się do Montrealu, wykonywał różne zawody, poza tym studiował wieczorowo nauki społeczne na Uniwersytecie Montrealskim, okres 1947-1953 spędził na poznawaniu wartości Quebecu - krajobrazów, ludzi, warunków społecznych, kultury, zwyczajów, dziedzictwa i polityki. W 1953 opublikował pierwszą książkę (napisaną wraz z Olivierem Marchandem) i założył wraz z kilkoma przyjaciółmi wydawnictwo literatury (głównie poezji) Éditions de L'Hexagone. Tworzył neoromantyczną lirykę zaangażowaną w problematykę alienacji kulturowej Quebecu, obejmującą poematy ułożone w cykle, o wyraźnej symbolice narodowej - zbiory L’homme rapaillé (1970), Courtepointes (1975). Obszerny wybór polskich przekładów jego twórczości ukazał się w 1985 w Antologii poezji Quebeku. Otrzymał wiele nagród literackich, poza tym został odznaczony Ordre national du Québec (1996) i francuską Komandorią Orderu Sztuki i Literatury (1993).